# 邮政用品

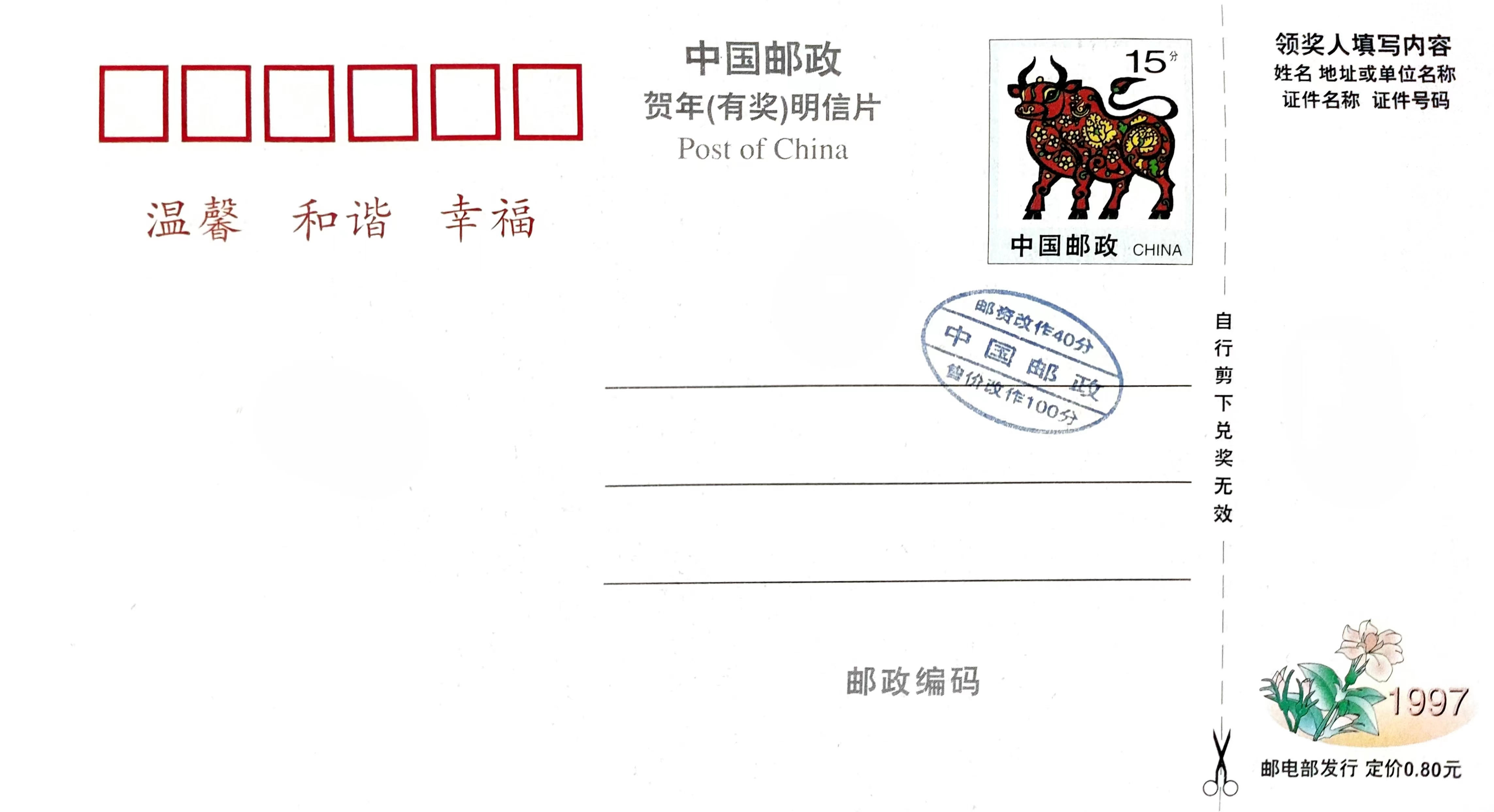
中国邮政于1997年发行的加盖改值邮资明信片

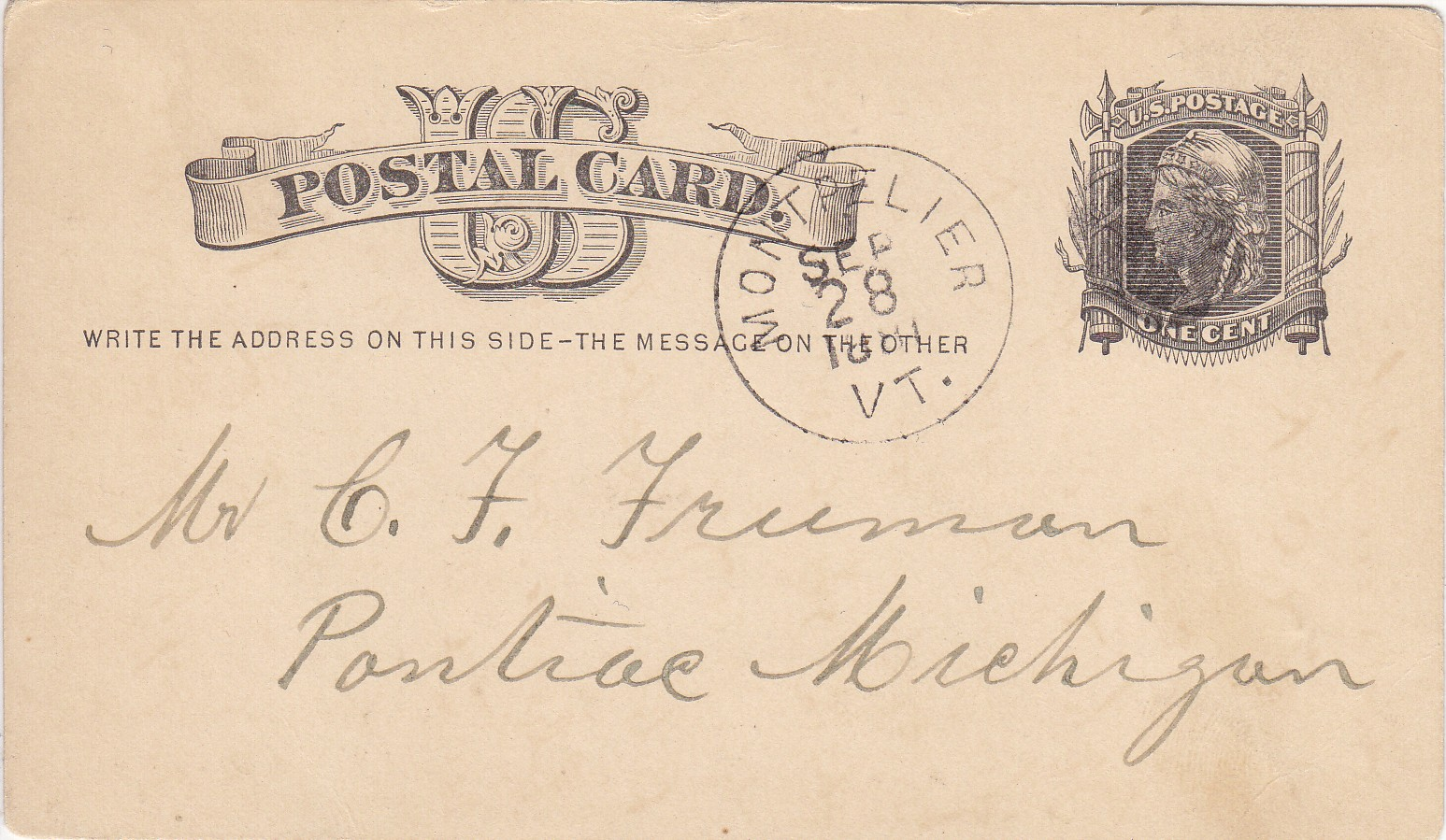
1881年贴有邮票的美国邮资明信片

邮政用品（英語：postal stationery），中国大陆和澳门简称“邮品”，通常包括邮资信封、邮资邮简、邮资明信片、邮资信卡、航空邮简或包封纸，上有邮资图案或铭文，表明已预付特定费用的邮资或相关服务。  不过，它不包括任何没有预印邮票的明信片， 且与企业发行的、用于免费邮寄的预印卡片不同。通常来说，邮政用品的处理方式与邮票类似；邮局要么按印制邮票的票面价值出售，要么也更可能收取附加费以补足邮品的额外成本。 它可以采取仅供政府部门使用的官方邮件形式发行。